# گوردونستون
مدرسه گوردونستون یک مدرسه آموزشی مستقل مشترک برای دانش آموزان شبانه‌روزی و روزانه در موری، اسکاتلند است. نام آن از ۱۵۰-جریب-فرنگی (۶۱-هکتار); املاک متعلق به سر رابرت گوردون در قرن هفدهم گرفته شده است. مدرسه اکنون از این املاک به عنوان پردیس خود استفاده می‌کند، در دوفوس در شمال غربی الگین واقع شده است. حضور در آن منوط به مصاحبه به همراه مراجع و نتایج آزمون می‌باشد. این یکی از آخرین مدارس تمام شبانه‌روزی باقی مانده در بریتانیا است.

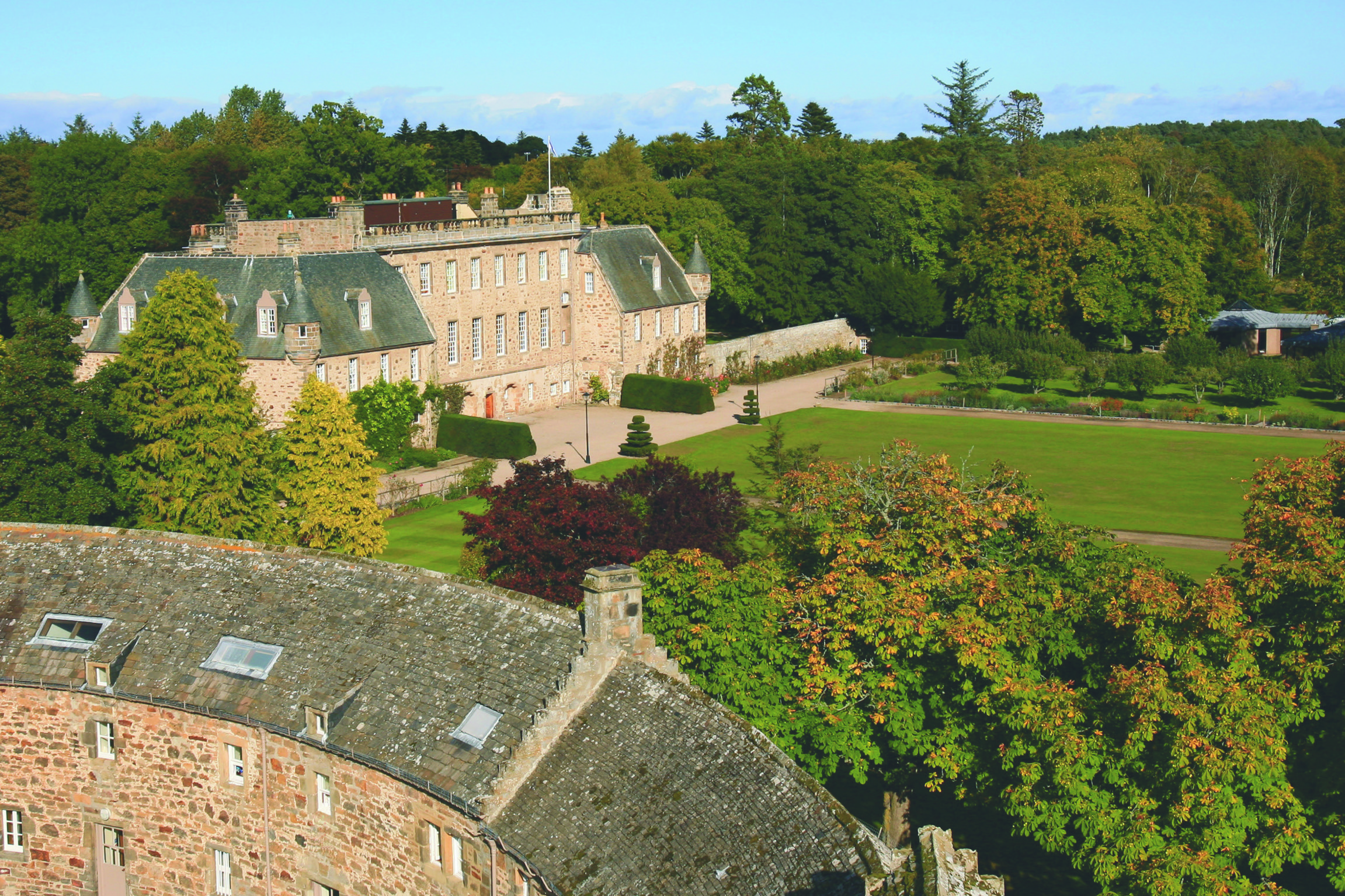
میدان گرد و خانه گوردونستون

این مدرسه در سال ۱۹۳۴ به عنوان مدرسه Salem بریتانیا توسط مربی آلمانی یهودی کرت هان بر اساس الگوی مدرسه قلعه سالم که در سال ۱۹۱۹ در آلمان تأسیس کرده بود، تأسیس شد. گوردونستون دارای حدود ۵۰۰ دانشجوی کامل شبانه‌روزی و همچنین حدود ۱۰۰ دانش آموز روزانه بین ۶ تا ۱۸ سال است. با بیش از ۱۰۰ نفر پرسنل آموزشی، نسبت دانشجو به معلم در مقایسه با میانگین کلی در انگلستان پایین است. هشت پانسیون وجود دارد (که قبلاً ۹ خانه، قبل از بسته شدن خانه آلتایر در تابستان ۲۰۱۶ بود) شامل دو ساختمان قرن هفدهمی که بخشی از املاک اولیه بودند. خانه‌های دیگر از زمان تأسیس مدرسه ساخته یا اصلاح شده‌اند.

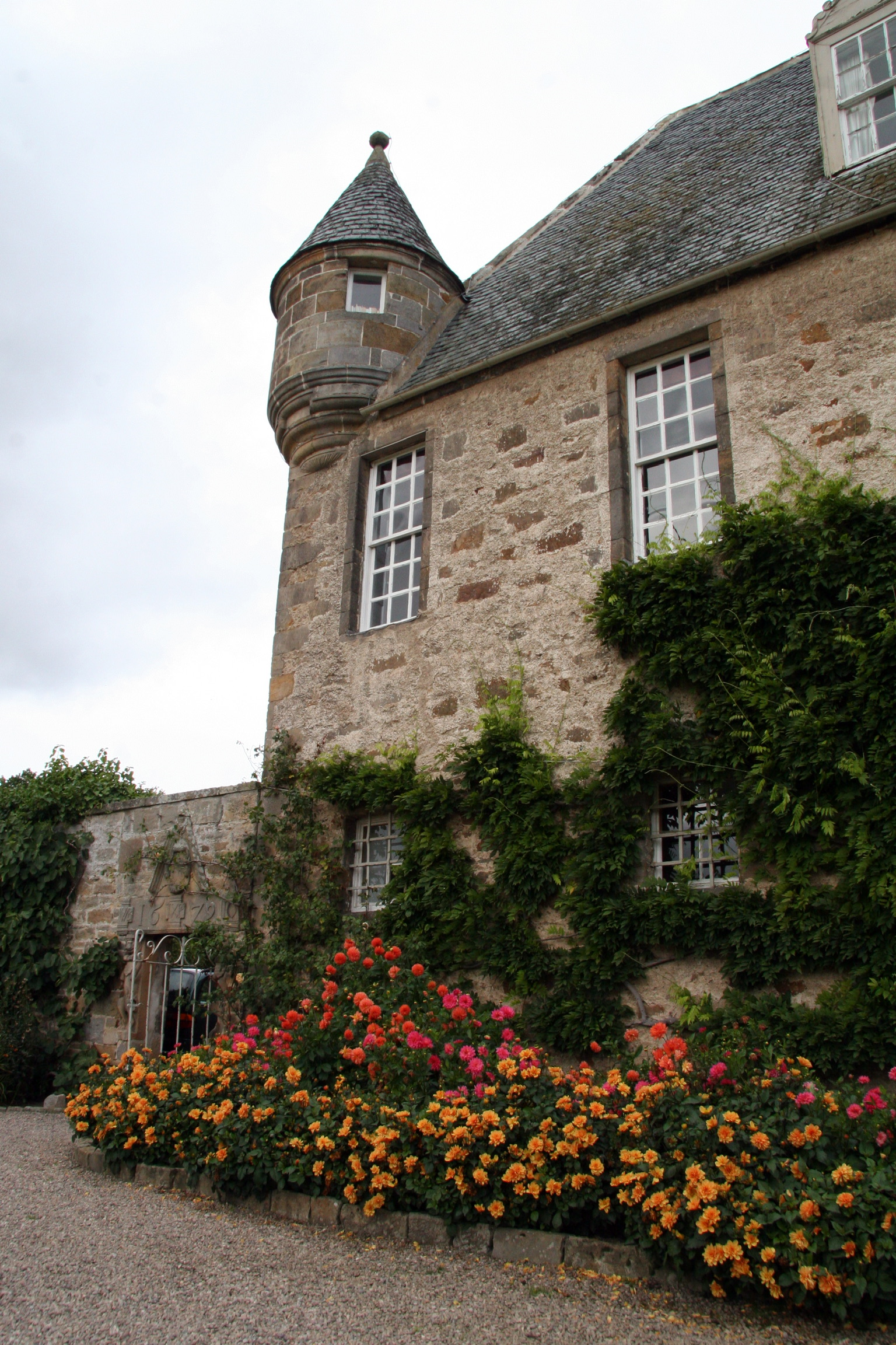
بال قرون وسطایی جنوب غربی خانه گوردونستون

گوردونستون فارغ التحصیلان قابل توجهی دارد. سه نسل از خانواده سلطنتی بریتانیا در گوردونستون تحصیل کردند، از جمله شاهزاده فیلیپ، دوک ادینبورگ، و پسرش چارلز سوم. دیوید بویی، نوازنده راک، پسرش دانکن جونز را به گوردونستون فرستاد و جیسون کانری، پسر بازیگر سر شان کانری نیز در آن شرکت کرد. به دلیل نفوذ هان، این مدرسه ارتباط قوی با آلمان داشته است. این بخشی از کنفرانس مدارس میدان گرد است، گروهی متشکل از بیش از ۸۰ مدرسه در سراسر جهان بر اساس آموزش هان، و به نام ساختمان میدان گرد در گوردونستون، جایی که اولین کنفرانس در سال ۱۹۶۷ برگزار شد، نامگذاری شده است. حدود ۳۰ درصد از دانش آموزانی که در گوردونستون شرکت می‌کنند از خارج از کشور آمده‌اند.

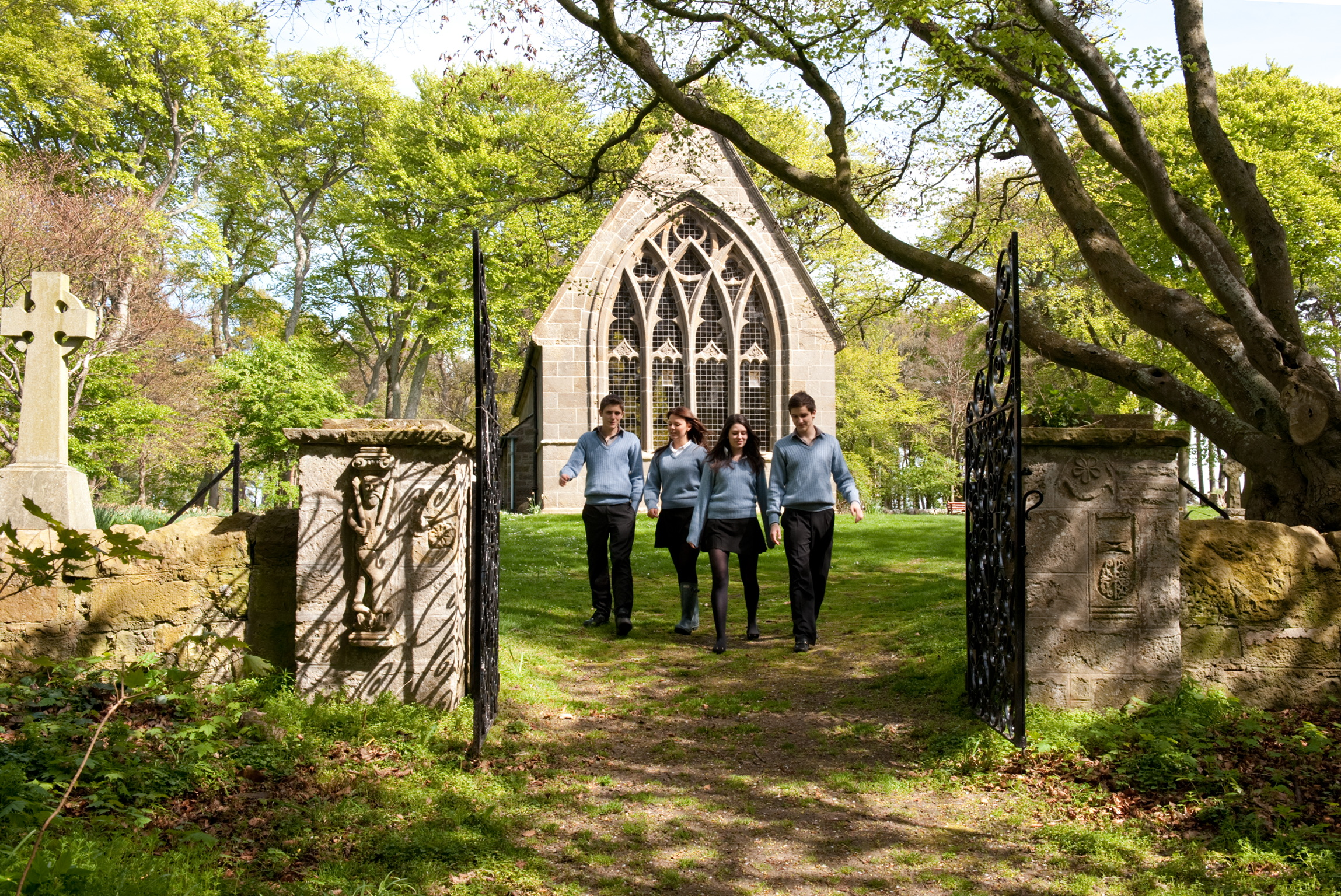
کرک سنت مایکل، کلیسای کوچک در محوطه گوردونستون.

## تاریخ

### تأسیس
مدرسه بریتانیایی سالم گوردونستون در سال ۱۹۳۴ توسط کورت هان، یک معلم آموزشی یهودی آلمانی تأسیس شد که پس از دستگیری خودسرانه پس از آتش‌سوزی رایشستاگ، از آلمان نازی گریخت. دوستان هان از او خواستند تا در بریتانیا «سیستم سالم» خود را به نمایش بگذارد. او در سال ۱۸۸۶ در برلین متولد شد و در دانشگاه آکسفورد تحصیل کرد. هان پس از خواندن کتاب جمهوری افلاطون در جوانی ایده یک مکتب مدرن را در سر داشت. با کمک شاهزاده مکس بادن، او مدرسه قلعه سالم را در سال ۱۹۱۹ راه اندازی کرد. پس از جنگ جهانی اول، هر دو نفر به این نتیجه رسیدند که آموزش نقش کلیدی در اثرگذاری بر آینده دارد. آنها «سالم» را توسعه دادند تا دانش آموزان خود را به عنوان رهبران جامعه توسعه دهند. در دهه ۱۹۳۰ سالم به مدرسه ای مشهور در سراسر اروپا تبدیل شده بود. هان در سال ۱۹۳۲ علیه نازی‌ها سخنرانی کرد و در مارس ۱۹۳۳ دستگیر شد.
او در همان سال با نفوذ نخست‌وزیر رمزی مک دونالد که با کارهای هان آشنا بود آزاد شد و به بریتانیا تبعید شد. او به اصرار دوستان انگلیسی تصمیم گرفت مدرسه جدیدی را در مورایشایر راه اندازی کند.
پس از مرگ سر ویلیام گوردون-کامینگ، بارونت چهارم در سال ۱۹۳۰، گوردونستون به شکلی کوچک راه اندازی شد و در سال‌های اولیه با مشکلات مالی مواجه بود. خانه او در گوردونستون توسط کرت هان به دست آمد، که پیشنهاد او برای اجاره در ۱۴ مارس ۱۹۳۴ پذیرفته شد ساختمان‌ها نیاز به تعمیر و نوسازی داشتند و در آغاز سال تحصیلی اول، مدرسه فقط دو دانش آموز داشت. هان انتظار داشت که گوردونستون تنها چند سال به عنوان نمونه ای از دیدگاه او فعالیت کند. تعداد دانش آموزان به‌طور پیوسته افزایش یافت و برخی از دانش آموزان دیگر از سالم نقل مکان کردند، از جمله شاهزاده فیلیپ یونان، که بعداً دوک ادینبورگ شد. با شروع جنگ جهانی دوم، ۱۳۵ پسر در آن شرکت کردند.

### جنگ جهانی دوم
در ژوئن ۱۹۴۰ مدرسه تخلیه شد و املاک گوردونستون برای استفاده به عنوان پادگان توسط ارتش تصرف شد. زمانی که لرد دیویس، یکی از والدین دو دانش آموز، به مدرسه اجازه داد تا از یکی از خانه‌هایش استفاده کند، مدرسه به‌طور موقت به محله‌هایی در لاندینام در مید ولز منتقل شد. ساختمان‌ها ناکافی بودند و منابع مالی و تعداد دانش‌آموزان شروع به کاهش کردند. در سال ۱۹۴۱ توسط هان و لارنس هولت با حمایت خط قیف آبی، محدود به بیرون را بر اساس رویکرد آموزشی گوردونستون تأسیس کردند.
مدرسه از جنگ جان سالم به در برد، تعداد دانش آموزان دوباره افزایش یافت و مدرسه در سراسر ولز و میدلندز به خوبی شناخته شد. پس از پایان جنگ، مدرسه به املاک گوردونستون بازگشت.

### سالهای پس از جنگ
در پایان سال ۱۹۴۰، مدرسه به هدف اولیه خود یعنی ۲۵۰ دانش آموز دست یافت و به رشد خود ادامه داد. خوابگاه‌هایی در این املاک ساخت و املاک نیاز به نگهداری از جمله خانه‌ای در آلتایر، فورس، مایل‌ها دورتر از پردیس اصلی را از بین برد. گوردونستون همچنین پیشنهادهای دانشگاهی خود را توسعه داد. این سازمان ترتیبی داد تا کودکان فقیرتر را از مناطق اطراف بپذیرد و فعالیت‌های نوع بیرونی را که برای سیستم هان، مرکزی بود عمیق‌تر کند. مهارت‌های کوهنوردی و دریانوردی همیشه در مدرسه آموزش داده می‌شد. معرفی نشان موری، که جایزه دوک ادینبورگ از آن قرض گرفته شد، انواع چالش‌های فیزیکی را برای دانش آموزان گسترش داد.

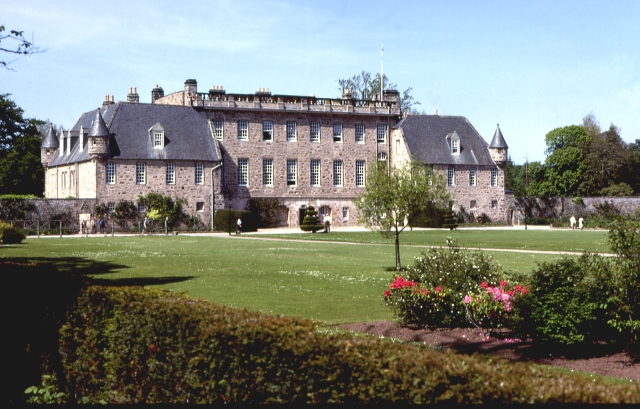
خانه گوردونستون که از چمن جنوبی دیده می‌شود

از دهه ۱۹۵۰ به بعد، مدیریت مدرسه بر بهبود امکانات و گسترش برنامه درسی متمرکز شد. تغییرات عمده از آن زمان به بعد عبارتند از: تأسیس میدان گرد در سال ۱۹۶۶، جامعه بین‌المللی از مدارسی که آرمان‌های آموزشی هان را به اشتراک می‌گذارند. مدرسه در سال ۱۹۷۲ به صورت مختلط تبدیل شد. و انتقال خانه ابرلور، مدرسه مقدماتی گوردونستون، از اسپای ساید به مدرسه ای که هدفمند ساخته شده بود [1] در محوطه دانشگاه در سال 2004.
فرماندار سابق لیزا کر در سال ۲۰۱۶ از سایمون رید به عنوان مدیر مدرسه برگزیده شد. او اولین مدیر زن مدرسه است.

## اخلاق
برنامه درسی گوردونستون بر رویکرد تجربی تأکید دارد و بر اساس کار مربیان، یوهان هاینریش پستالوزی، یوهان فردریش هربارت و جان دیویی ساخته شده است. با این حال، برخلاف هربارت و دیویی که به مزایای شناختی تجربیات خارج از کلاس توجه داشتند، اخلاق هان بر جنبه‌های عاطفی هربارتیسم و یادگیری تجربی تأکید دارد.
هان اخلاق گوردونستون را در دوران تصدی خود در مدرسه قلعه سالم ایجاد کرد. هان در سندی که در سال ۱۹۳۰ نوشته شد، آنچه را که هفت قانون سالم نامیده است، بیان کرد.
1. به کودکان فرصتی برای کشف خود بدهید.
2. کاری کنید که بچه‌ها با پیروزی و شکست روبرو شوند.
3. به کودکان این فرصت را بدهید که در امر مشترک خود را از بین ببرند.
4. دوره‌های سکوت را فراهم کنید.
5. تخیل را تربیت کنید.
6. بازی‌ها (یعنی رقابت) را مهم اما نه غالب کنید.
7. پسران ثروتمند و قدرتمند را از حس مزاحم امتیاز رها کنید.[۲۴]

هان با الگوبرداری از تجربیات خود در ایتون و آکسفورد، فعالیت‌ها و مهارت‌های در فضای بازمانند دریانوردی و کوهنوردی را با اخلاق مدرسه خصوصی سنتی ترکیب کرد. جمهوری افلاطون و دیگر عناصر تاریخ یونان باستان الهام بخش رویکرد هان بودند. این در عنوان «نگهبان» دیده می‌شود، که نشان دهنده سر پسر و دختر است، انتخاب سه‌گانه یونانی به‌عنوان نشان مدرسه، و روتینی که می‌توان آن را اسپارتی توصیف کرد.
کلاسیک‌ها و ایدئال یونانی مبنی بر اینکه هدف آموزش ایجاد یک فرد کامل است، از نظر فکری، اخلاقی، فیزیکی و زیبایی‌شناختی تأثیر عمیقی بر هان داشت. او بیشتر معتقد بود که دانش آموزان باید در فعالیت‌ها شرکت کنند، نه نشستن و جذب اطلاعات؛ بنابراین، تربیت بدنی بسیاری از برنامه‌های درسی گوردونستون را تشکیل می‌دهد، اما دستیابی به اهداف شخصی و غلبه بر چالش‌های بدنی بر هر رقابتی مقدم است. به عنوان بخشی از مطالعات خود، دانش آموزان گوردونستون چیزی را که به آن «پروژه» گفته می‌شود، انجام می‌دهند، یک تکلیف عملی که دانش آموز انتخاب می‌کند. نتیجه ممکن است یک قایق دست‌ساز، یک ماشین بازسازی شده یا یک قطعه موسیقی باشد. علاوه بر این، فرصتی برای پیوستن به یکی از پروژه‌های خدمات بین‌المللی سالانه وجود دارد که دانش‌آموزان را برای کمک به یک جامعه خارجی به خارج از کشور می‌برد، به عنوان مثال، پروژه‌هایی برای ساخت مدارس در آفریقا، ساختن چاه‌ها در تایلند و کمک به یتیمان در رومانی وجود داشته است. هان معتقد بود که بخش مهمی از آموزش، به چالش کشیدن یک فرد و خارج کردن او از حوزه آشنایی و راحتی است و توانایی فرد را برای رویارویی با موقعیت‌های دشوار بهبود می‌بخشد. مدرسه ایجاب می‌کند که هر دانش‌آموزی در یک سری برنامه‌های خارج از منزل، به‌ویژه اکتشافات در کرنگورمز و آموزش قایقرانی در کشتی ۸۰ فوتی مدرسه، روح اقیانوس، شرکت کند. این مدرسه به دلیل شرایط چالش‌برانگیز، با دوش آب سرد و دویدن صبحگاهی به عنوان یک امر روتین، شهرت داشت. مدرسه هنوز دوره‌هایی از سکوت را انجام می‌دهد تا به دانش‌آموزان فضایی برای انعکاس و کسب بینش از تجربیاتشان بدهد. مدرسه دیگر دوش آب سرد یا دویدن‌های تنبیهی انجام نمی‌دهد، اگرچه تربیت بدنی و فعالیت‌های چالش‌برانگیز در فضای باز هنوز بخشی جدایی ناپذیر از هویت گوردونستاند است. شاگرد سابق، پادشاه چارلز سوم، مدرسه را «کلدیتز لباس پوشیده» نامیده بود که اشاره ای به اردوگاه اسیران جنگی قلعه کلدیتز داشت.
هان معتقد بود که «دیدگاه افلاطونی آموزش این است که یک ملت باید تمام تلاش خود را بکند تا شهروند فردی قدرت خود را کشف کند و بیشتر از آن اگر فرد از نظر تحصیلی واجد شرایط نباشد از دیدگاه خود یک معلول می‌شود. برای خدمت به جامعه.» تصور می‌شود که ایده خدمات در مدرسه دانش‌آموزان را تشویق می‌کند تا احساس مسئولیت برای کمک به افراد دیگر را به دست آورند و در ایجاد مجموعه‌ای از خدمات به جامعه که هر دانش‌آموز در آن مشارکت می‌کند، اجرا می‌شود (به زیر مراجعه کنید).
گوردونستون برای حمایت از دانش آموزانی که قادر به پرداخت کامل شهریه نیستند، مجموعه ای از کمک‌های مالی را ارائه می‌دهد که برای اینکار از سرمایه‌گذاری‌ها و سایر بودجه‌های خود استفاده می‌کند. در سال تحصیلی ۲۰۰۹/۱۰ مدرسه برای ۱۶۳ دانش آموز از جمله ۱۱ دانش آموز با پوشش ۱۰۰ درصدی شهریه و ۹۵ دانش آموز با ۵۰ درصد کاهش شهریه حمایت مالی کرد. همچنین این مدرسه یک موسسه خیریه اسکاتلندی به شماره SC037867 تأسیس کرده است. دیدگاه هان در مورد آموزش بر توانایی درک فرهنگ‌های مختلف متمرکز بود. گوردونستون این را به طرق مختلفی از جمله ارتباط آن با میدان گرد و در ارائه تبادل دانش آموزان به مدارس مختلف در انجمن، لحاظ می‌کند.
در سال ۲۰۱۸، سایمون بیمز، مدرس ارشد یادگیری در فضای باز در دانشگاه ادینبورگ، تحقیقاتی را در مورد اثربخشی اخلاق گوردونستون منتشر کرد، و این تحقیق بخش مهمی از ادبیات تبلیغاتی مدرسه را تشکیل داده است. یک نظرسنجی از فارغ التحصیلان احساسات متفاوتی را در مورد تأکید گوردونستون بر فعالیت‌های فوق برنامه نشان داد. پنجاه و هفت درصد از دانش‌آموزان سابق مورد بررسی موافق بودند که فعالیت‌های بیرون از خانه باعث افزایش مطالعات آکادمیک آنها می‌شود. در همان زمان، چهل و سه درصد باقی مانده احساس می‌کردند که این فعالیت‌ها به تحصیل آنها کمک نمی‌کند. با این حال، تحقیقات Beames و همکاران. همچنین دریافتند که بیشتر دانش‌آموزان سابق بر این باورند که تأکید مدرسه بر فعالیت‌های بیرون از خانه تأثیر مثبتی بر شغل آنها داشته است.

## مدارس گوردونستون
همراه با مدرسه اصلی، دو مدرسه دیگر بخشی از جامعه بزرگ گوردونستون را تشکیل می‌دهند. اینها مدرسه مقدماتی گوردونستون، خانه آبرلور، و یک مدرسه تابستانی هستند که برای ترویج مدرسه در خارج از سال تحصیلی خدمت می‌کنند.

### خانه ابرلور
اولین مدرسه مقدماتی در سال ۱۹۳۶ در وستر الچیس تأسیس شد و برخلاف گوردونستون، در طول جنگ برای جابجایی ساخته نشد. در آغاز جنگ ۴۰ دانش آموز پسر و دختر حضور داشتند و این تعداد به حدی افزایش یافت که در سال ۱۹۴۷ مدرسه دومی در خانه ابرلور افتتاح شد که در آن زمان نزدیک به ۱۰۰ دانش آموز در آن تحصیل می‌کردند.
وستر الچیز در اوایل دهه ۱۹۶۰ به دلیل فرسودگی تخریب شد. مدرسه مقدماتی فقط با ابرلور ادامه پیدا کرد، اما با این وجود، همیشه مشکلاتی در ۲۰ مایل (۳۲ کیلومتر) وجود داشت. که پردیس اصلی گوردونستون و مدرسه را از هم جدا می‌کرد. در سال ۲۰۰۲ اداره خانه ابرلور توسط گوردونستون به عهده گرفت و در سال ۲۰۰۴ یک مدرسه آمادگی هدفمند در محوطه اصلی دانشگاه ساخته شد. در ژانویه ۲۰۰۷، خانه بلااستفاده ابرلور به دفتر مرکزی والکرز شورتبرد تبدیل شد که مجتمع اصلی کارخانه آن در فیشرتون در مجاورت خانه قرار دارد.
در حال حاضر خانه ابرلور تقریباً ۱۱۵ دانش آموز بین ۶ تا ۱۳ سال دارد. اگرچه آنها بخشی از همان مؤسسه را تشکیل می‌دهند، اما رفتن به ابرلور پیش نیازی برای رفتن به گوردونستون نیست و همچنین اجباری نیست که دانش آموزان خانه ابرلور به گوردونستون ادامه دهند. آنها آهنگ، پرچم و شعار مدرسه را با گوردونستون به اشتراک می‌گذارند.

### مدرسه تابستانی بین‌المللی گوردونستون
مدرسه تابستانی بین‌المللی گوردونستون در سال ۱۹۷۶ شروع به کار کرد و از آن زمان تاکنون بیش از ۷۰۰۰ دانش آموز را تحت پوشش قرار داده است. هر تابستان برای یک دوره چهار هفته ای با هدف طعم دادن به اخلاق گوردونستون افتتاح می‌شود. اگرچه در بیشتر موارد، اولویت ماجراجویی، ورزش و هنرهای خلاقانه است، اما در این مدرسه دوره‌هایی به زبان انگلیسی نیز تدریس می‌شود. سالانه حدود ۲۵۰ کودک از سراسر جهان بین سنین ۸ تا ۱۶ سال در آن شرکت می‌کنند.

### برنامه بازبینی فعال
مدرسه یک برنامه تجدید نظر در تعطیلات عید پاک را بر اساس این باور که ورزش شناخت را بهبود می‌بخشد اجرا می‌کند. گوردونستون این برنامه را برای دانش‌آموزان GCSE طراحی کرد و بازنگری در زبان انگلیسی، ریاضیات و علوم را با دوره‌های تمرین ملایم و دسترسی محدود به دستگاه‌های الکترونیکی ترکیب می‌کند. این مدرسه همچنین ادعا می‌کند که رژیم غذایی را ارائه می‌دهد که سلامت مغز را در طول برنامه ارتقا می‌دهد.

## برنامه درسی دانشگاهی
ورود به گوردونستون مستلزم قبولی دانش آموز در آزمون ورودی مشترک است.
در مدرسه جونیور (۸ تا ۱۳ سال)، دانش‌آموزان دوره‌های مختلفی را مطالعه می‌کنند و از سیستم آموزشی اسکاتلند پیروی می‌کنند. در مدرسه ارشد (سن ۱۳ سال به بالا) دانش آموزان دوره پایه یک ساله را تکمیل می‌کنند و سپس با شروع یک دوره دو ساله GCSE و سپس یک دوره دو ساله سطح A وارد سیستم آموزشی انگلیسی می‌شوند. گوردونستون ۲۱ دوره جی سی اس ای، ۲۷ دوره سطح ای اس و ۲۱ دوره سطح A شامل موضوعات تخصصی مانند رقص، مطالعات کلاسیک و ریاضیات پیشرفته ارائه می‌دهد.
بازرسی سال ۲۰۱۹ آموزش و پرورش اسکاتلند از گوردونستون، مدرسه را به عنوان "ممتاز" و "در بخش پیشرو" رتبه‌بندی کرد
بازرسی HMIE در سال 2009 گوردونستون را در برنامه درسی خود «عالی» ارزیابی کرد.
۹۶ درصد از دانش آموزان به تحصیلات عالی می‌روند که ۷۹ درصد به دانشگاه‌های بریتانیا و ۱۷ درصد به دانشگاه‌های خارج از کشور می‌روند. از بین کسانی که ادامه تحصیل نمی‌دهند، بسیاری از آنها سال‌ها فاصله می‌گیرند یا به نیروهای مسلح می‌پیوندند.

## فعالیت‌ها

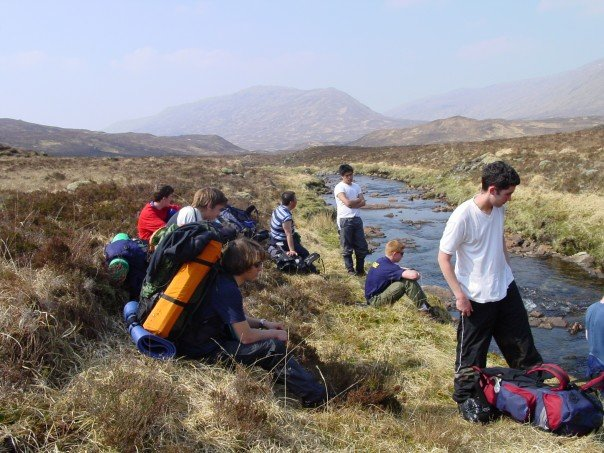
دانش آموزان گوردونستون در حین اکتشاف در کایرنگورمز استراحت می‌کنند.

### ورزش‌ها
هان در ابتدا عقیده خود را بیان کرد که در بسیاری از مدارس، بازی‌های با توپ بر سایر فعالیت‌ها ارجحیت داده شده است و از این رو، برای شروع، تمرکز بیشتری بر روی دریانوردی و کار عملی بود تا انجام بازی‌ها. به همین دلیل، مسابقات رقابتی تا سال ۱۹۳۵ آغاز نشد، زمانی که گوردونستون بازی کرد و اولین مسابقه راگبی خود را در برابر آکادمی گرانتاون برد. با این حال، مدرسه هنوز در مراحل ابتدایی خود بود و هیچ زمین مشخصی برای بازی وجود نداشت که شرایط آنقدر بد باشد که در طول بازی قبل، نیمه و بعد از بازی، بازیکنان به همان اندازه سنگریزه را از زمین پاک کنند. تا حد امکان بازی کنید در سال ۱۹۳۵ تیم کریکت گوردونستون دو برد، دو باخت و یک تساوی دید. هان شخصاً تیم هاکی را راه اندازی کرد و شاهزاده فیلیپ با طنز بازی مقابل تیم بانوان آکادمی الگین را به یاد آورد و گفت که «امیدوار است به زودی در بین بهترین تیم‌های دختران اسکاتلندی باشیم.»
از سال ۲۰۱۳ زمین‌های بازی راگبی، فوتبال و کریکت و همچنین یک هاکی در فضای باز آسترو تورف، زمین‌های تنیس در فضای باز و یک پیست دوی ۴۰۰ متری وجود داشت. جدای از این زمین‌های روباز، یک مرکز ورزشی بزرگ با امکاناتی وجود دارد که شامل دیوار صخره‌نوردی، استخر ۲۵ متری، اتاق وزنه‌برداری، زمین اسکواش و سالن فعالیت سرپوشیده برای بسکتبال، بدمینتون و نت بال می‌شود.
در کنار این ورزش‌های سنتی تر، امکان شرکت در کاراته، اسب سواری، اسکی، تیراندازی با تفنگ ۰٫۲۲ و تیراندازی با کبوتر سفالی، دو و میدانی، گلف و بسیاری دیگر وجود دارد. باشگاه‌ها همچنین بخشی از لیست فعالیت‌ها را تشکیل می‌دهند که از آشپزی، بحث، نجوم و فیلم تشکیل شده است.
ورزش و سایر فعالیت‌های بدنی برای آموزش «صحیح» محترم در گوردونستونز حیاتی است. ورزش یک عنصر کلیدی در زندگی روزمره در گوردونستونز است. همه کودکانی که تحت این برنامه درسی بدنی قرار می‌گیرند، باید حداقل سه ساعت در روز ورزش کنند.

#### فوتبال
XI 1 [2] در چهار مسابقه مختلف شرکت می‌کند. رقابت اصلی لیگ مدارس شهرستان است که در آن گوردونستون در کنار نه مدرسه دیگر در یک سیستم لیگ با شانس صعود/ سقوط در پایان فصل بازی می‌کند. سه جام دیگر عبارتند از جام اسکاتلند، جام شمال اسکاتلند و جام مدارس مستقل اسکاتلند که در آن گوردونستون با ترکیبی از مدارس مستقل و دولتی بازی می‌کند.

### سرویس
سرویس آتش‌نشانی مدرسه با سازمان آتش‌نشانی و نجات اسکاتلند همکاری نزدیکی دارد و یک ایستگاه آتش‌نشانی در محوطه دانشگاه با دو وسیله آتش‌نشانی در اختیار دارد. در سال ۱۹۴۰ در حالی که مدرسه در ولز مستقر بود شروع شد و آنها به زودی یک دستگاه را خریداری کردند. آنها تقریباً در پنجاه فراخوان در سال شرکت می‌کنند و بنابراین اعضا باید از نظر پزشکی و بدنی آمادگی داشته باشند و قبل از تبدیل شدن به آتش‌نشان، برای قبولی در آزمون عملی آموزش ببینند. این تیم به سه ساعت با دوام یک هفته تقسیم شده است و ۲۴ ساعت شبانه روز در حال تماس هستند و مجبورند پیجرها را حمل کنند و در صورت تماس سریع واکنش نشان دهند.

### دریانوردی

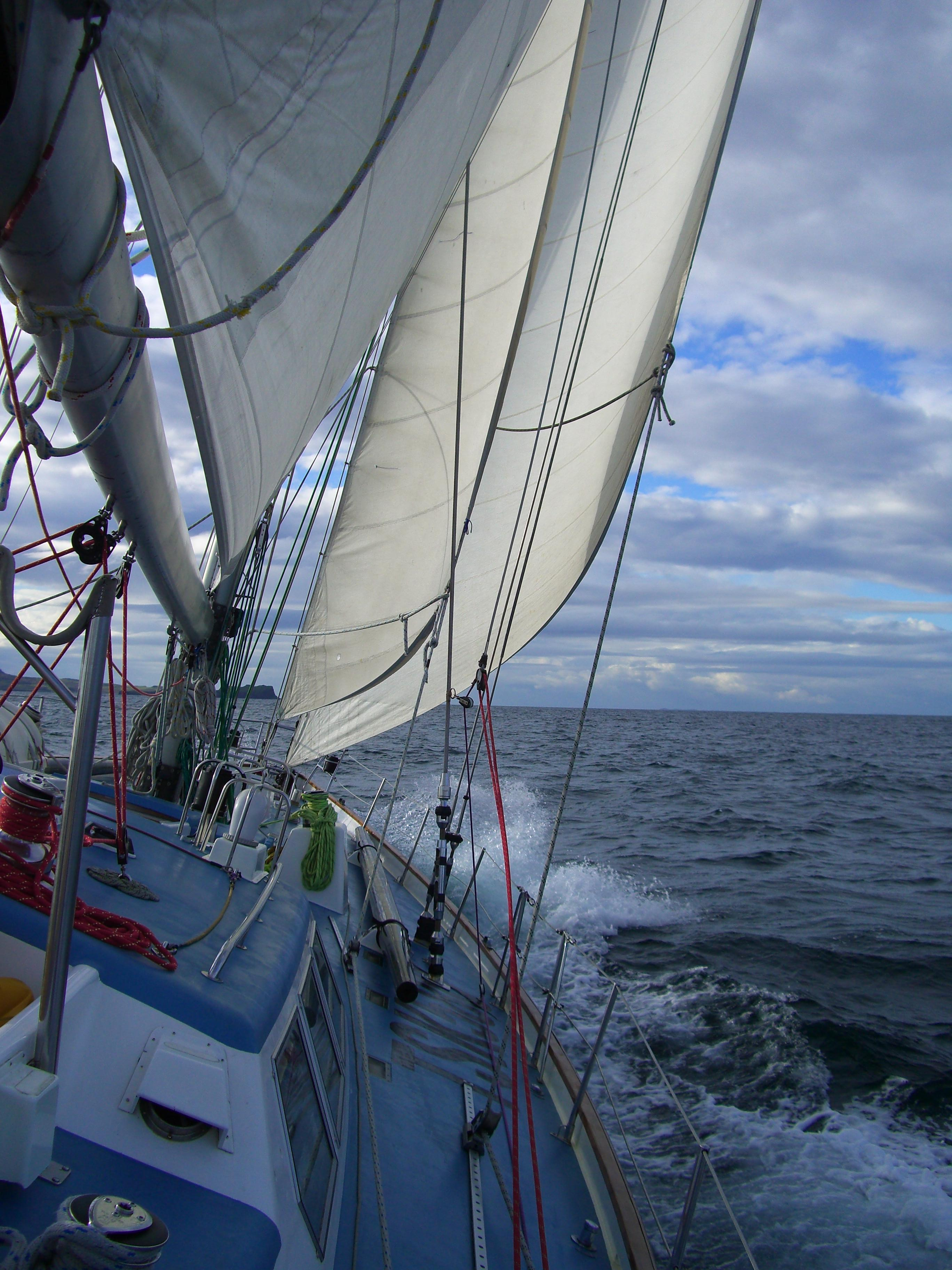
قایق بادبانی مدرسه گوردونستون: روح اقیانوسی مورای زیر بادبان در دریای ایرلند

از زمان شروع مدرسه، دریانوردی بخش اصلی برنامه درسی بوده است. اولین سفر قابل توجه در یک کاتر از هوپمن به دورنوچ در ژوئن ۱۹۳۵، به فاصله ۲۵ مایل (۴۰ کیلومتر) بود. . دانش‌آموزان هنوز هم از سن ۱۳ سالگی به بالا در بندر هوپمن به آموزش کاتر می‌پردازند تا برای یک سفر دریایی در مدرسه ۸۰ فوت (۲۴ متر) آماده شوند. کشتی بادبانی. اکثر گشت‌ها یک هفته طول می‌کشند تا در ساحل غربی اسکاتلند حرکت کنند، اما این مدرسه سالانه در مسابقات کشتی‌های بلند نیز شرکت می‌کند که به دانش‌آموزان اجازه می‌دهد تا در یک مسابقه بین‌المللی در آب‌های اروپا شرکت کنند.

## بخشداران
در مقطع ابتدایی، سنین ۱۳ تا ۱۶ سال، یک پسر و یک دختر در کلاس ششم (سنین ۱۶ تا ۱۸ سال) به عنوان ناخدای مدرسه پایین انتخاب می‌شوند. آنها بین معلمان و دانش آموزان ارتباط برقرار می‌کنند تا هر گونه نگرانی برطرف شود. نقش‌های دیگر می‌تواند شامل سازماندهی فعالیت‌های درون خانه، رویدادهای خیریه و اجتماعی مدارس پایین‌تر باشد («اجتماعی» به رویداد اجتماعی یا مهمانی اشاره دارد).
در مدرسه عالی، سنین ۱۶ تا ۱۸، مسئولیت از طریق سلسله مراتبی از موقعیت‌ها در دسترس است. این با کاپیتان‌های ورزش، خدمات و خانه شروع می‌شود. در مورد کاپیتان‌ها، رای‌گیری همسالان انجام نمی‌شود، بلکه یک دانش آموز توسط رئیس بخش مربوط انتخاب می‌شود. به این ترتیب غیرمعمول نیست که برخی افراد برای چندین دوره مجدداً به عنوان کاپیتان انتخاب شوند، بسته به اینکه فرد دیگری با موقعیت مناسب در دسترس باشد یا نه. کاپیتان‌های ورزشی مانند کاپیتان فوتبال یا راگبی توسط رئیس آن ورزش انتخاب می‌شوند و به رئیس کمک می‌کنند تا تیم‌ها را برای تمرین و آماده‌سازی خارج از زمین بازی و همچنین در آن سازماندهی کند. به‌طور مشابه، کاپیتان‌های خدمات به رئیس سرویس کمک می‌کنند تا جلسات آموزشی را سازماندهی کند و نقطه تماس بقیه اعضا باشد.
کاپیتان‌های هاوس اندکی متفاوت هستند اما از این نظر که نقش شخصی تری را برای دانش آموزانی ایفا می‌کنند که می‌خواهند مشکلات مربوط به شرایط داخل خانه را بیان کنند و این اغلب به این معنی است که کاپیتان‌های خانه شاگردان بسیار بیشتری دارند که باید مسئولیت آنها را بر عهده بگیرند. این تفاوت در عنوان اصلی آنها "Helper" بیشتر مشهود است. آنها تمایل دارند که در تماس نزدیک با صاحب خانه باشند تا هر موضوعی که نیاز به توجه فوری دارد بتوان با آن برخورد کرد و همچنین قادر بود هر ایده یا نگرانی کلی را در شورای کاپیتان‌های مجلس که هر دو هفته یک بار تشکیل جلسه می‌دهد، منتقل کنند. در جلسه یک معلم حضور دارد و صورتجلسه‌ای گرفته می‌شود تا بتوان آن را به حاملان رنگ (CBs) منتقل کرد.
حاملان رنگ نام خود را از یک نوار بنفش گرفته‌اند که به عنوان نشان روی لباس خود می‌پوشند، بنفش یکی از رنگ‌های مدرسه است. آنها توسط دانش آموزان و کارکنان انتخاب می‌شوند، شبیه به پاپ ایتون، و نقش‌های غیر مهمی در جامعه مدرسه به عنوان یک کل دارند. برخلاف کاپیتان‌ها، آنها یک سال تمام سمت خود را حفظ می‌کنند مگر اینکه به عنوان مجازاتی برای رفتار نامناسب تنزل رتبه داشته باشند. آنها هر هفته با مدیر مدرسه ملاقات می‌کنند تا به طیف وسیعی از مسائل مدرسه رسیدگی کنند. علاوه بر این، آنها مسئول نقش‌های جزئی هستند که در غیر این صورت توسط کارکنان آموزشی مانند نگهداری از سفره خانه و کتابخانه و برای سرو نوشیدنی در پشت بار در جلسات اجتماعی هفتگی علاوه بر سازماندهی رویدادهای بزرگ مدرسه که برگزار می‌شود، مسئول هستند. در طول سال.
از بین CBها یک پسر و یک دختر به عنوان نگهبان برای ترم تحصیلی انتخاب می‌شوند. اینها سر دانش آموزان کل مدرسه هستند و به‌طور معمول فقط ۶ نفر در سال مجاز به داشتن این موقعیت هستند. اصطلاح نگهبان از نام حاکمان حامی دولت ایدئال افلاطون گرفته شده است. آنها نیز مانند کارکنان از نزدیک در مدیریت و رفاه مدرسه مشارکت دارند.

## پانسیون‌ها
هفت پانسیون از سال ۹ تا ۱۳، یک خانه شکل ششم، ۹ خانه از جمله پانسیونی که دیگر فعال نیست، در محوطه دانشگاه وجود دارد. خانه‌ها توسط تیم کوچکی از معلمان اداره می‌شود. خانه استاد (HM) مسئولیت کلی را بر عهده دارد و توسط دستیار خانه استاد (AHM) کمک می‌کند. یکی از این دو یا هر دو در جلسه روزانه خانه حضور خواهند داشت و بر تکالیف خانه [3] نظارت خواهند کرد تا از مطالعه دانش آموزان مطمئن شوند. HM هر رویداد ویژه خانه را سازماندهی می‌کند، تصمیم می‌گیرد که کاپیتان خانه برای مدت زمان چه کسی باشد و همچنین کاپیتانی را برای مراقبت از سایر فعالیت‌های مرتبط با خانه انتخاب می‌کند. HM همچنین فردی است که اکثر دانش آموزان در صورت بروز مشکل با او صحبت می‌کنند، اگرچه همه معلمان برای کمک در دسترس هستند. هر دو HM و AHM معمولاً در داخل خانه‌ها اقامت دارند و بنابراین بخش زیادی از خانه را تشکیل می‌دهند. هر خانه یک معلم دارد که به دانش آموزان در انجام کارهای روزمره کمک می‌کند و همچنین یک معلم خصوصی برای کمک به دانش آموزان در مطالعه آنها. سالی که یک دانش آموز در آن حضور دارد، و تعداد اتاق‌های خانه تعیین می‌کند که کدام دانش آموزان اجازه دارند اتاق خودشان را داشته باشند، اگرچه معمولاً تصمیم بر این است که سال‌های کوچکتر با هم اشتراک داشته باشند در حالی که دانش آموزان ارشد اتاق‌های خود را داشته باشند. همه دانش آموزان هر ترم اتاق‌ها را می‌چرخانند.
خانه‌ها عبارتند از:

### دخترانه
- هوپمن هاوس
- خانه پلو لندز
- لژ آسیاب بادی

### پسرانه
- خانه آلتایر (قبل از ۲۰۱۶)
- بروس هاوس
- کامینگ هاوس
- دافوس خانه
- خانه گوردونستون (G-House؛ فقط فرم ششم) (قبل از ۲۰۱۸)
- میدان گرد

برخی از خانه‌ها به اکسپدیشن‌های خانگی می‌روند و مسابقات داخلی زیادی در سال برگزار می‌شود. این مسابقات متفاوت است. رایج‌ترین ورزش‌هایی مانند بسکتبال و فوتبال یا صرفاً طناب کشی هستند. همه پانسیون‌ها سالانه یک مهمانی مضمون برگزار می‌کنند و دانش آموزان ممکن است مهمانانی را از خانه‌های دیگر دعوت کنند.

## گوردونستونی‌های قدیمی
برای OGها انجمن گوردونستون وجود دارد که هدف آن ترویج و تقویت پیوند بین دانش آموزان سابق مدرسه و خود مدرسه است. حامی GA دوک ادینبورگ است.

### خانواده سلطنتی بریتانیا
در طول دهه ۱۹۶۰، چارلز سوم به توصیه پدرش، شاهزاده فیلیپ، دوک ادینبورگ، که یکی از اولین دانش‌آموزانی بود که در شهر گوردونستون تحصیل کرده بود، در مدرسه حضور یافت. شاهزاده چارلز از رژیمی که بعداً آن را " کولدیتز در کیلت " توصیف کرد، لذت نمی‌برد. شاهزاده اندرو و ادوارد راه پدر و برادر بزرگتر خود را دنبال کردند. از چهار شاهزاده، سه شاهزاده (فیلیپ، چارلز و ادوارد) در دوران تحصیلشان به عنوان نگهبان (پسر رئیس) منصوب شدند. پرنسس آن، تنها دختر فیلیپ، در گوردونستون، که در آن زمان فقط برای پسران بود، تحصیل نکرد، اما او دو فرزند خود، زارا و پیتر را فرستاد، در حالی که مدتی نیز در هیئت مدیره مدرسه خدمت کرد.

### خانواده سلطنتی و اشراف
- چارلز سوم
- اسکندر، ولیعهد یوگسلاوی
- شاهزاده فیلیپ، دوک ادینبورگ
- شاهزاده اندرو، دوک یورک
- پرنس ادوارد، ارل وسکس
- پیتر فیلیپس
- زارا فیلیپس
- نیکلاس الکساندر، هفتمین ارل کالدون
- جیمز کارنگی، سومین دوک فایف
- الکساندر داگلاس همیلتون، شانزدهمین دوک همیلتون
- جاسپر دانکامب، هفتمین بارون فیورشم
- کریستوفر فینچ هاتون، شانزدهمین ارل وینچیلسی
- گرانویل گوردون، سیزدهمین مارکز هانتلی
- جان گرانت، سیزدهمین ارل دیزارت
- پل فیلیپ هوهنزولرن
- نورتون ناچبول، سومین ارل مونتباتن از برمه
- آنگوس مونتاگو، دوازدهمین دوک منچستر
- لرد ایوار مانت باتن
- مایکل پیرسون، چهارمین ویسکونت کاودری
- کلاوس-کازیمیر اورنج-ناسائو کنت Orange-Nassau، عضو خانواده سلطنتی هلند
- جاناتان هارمزورث، رئیس چهارمین ویسکونت روترمر و سهامدار کنترل دیلی میل و جنرال تراست

### سایر OGها
سایر OGها در فهرست افراد تحصیل کرده در گوردونستون ذکر شده‌اند.
علاوه بر خانواده سلطنتی دیگر فارغ التحصیلان برجسته عبارتند از:
- استوارت اگنیو - نماینده سابق حزب استقلال بریتانیا در پارلمان اروپا
- ویلیام بوید - نویسنده
- اونا چاپلین - بازیگر
- جیسون کانری - بازیگر
- بالتازار گتی - بازیگر و وارث ثروت نفتی گتی
- دیک هکستال اسمیت - نوازنده
- کارولین جانسون - عضو محافظه کار پارلمان
- دانکن جونز (که قبلاً با نام زووی بووی شناخته می‌شد) - کارگردان فیلم و پسر موسیقی دان دیوید بووی
- لوکا پرودان - نوازنده
- لارا بری – تهیه‌کننده فیلم
- هدر استنینگ - پاروزن، برنده مدال طلای المپیک لندن ۲۰۱۲ با هلن گلاور[نیازمند منبع]
- روی ویلیامسون - نوازنده، عضو گروه Corries، نویسنده گل اسکاتلند،[۵۴] یکی از چندین سرود ملی غیررسمی اسکاتلند و احتمالاً محبوب‌ترین.

گوردونستون همچنین فارغ‌التحصیل داستانی قابل توجهی دارد: قهرمان Tomb Raider، لیدی لارا کرافت، قرار بود در سال ششم به مدرسه رفته باشد. او همچنین برای تبلیغ آن استفاده شده است.

## جنجال‌ها
در سال ۲۰۱۰، مجوز/مدرک تحصیلی معلمی توسط شورای عمومی تدریس اسکاتلند به دلیل هشدار دادن به دانش‌آموزان در مورد محتوای امتحان قبل از آزمون‌ها لغو شد.
در سال ۲۰۱۷، گوردونستون به عنوان یکی از مدارس مورد بررسی در تحقیقات سوء استفاده از کودکان اسکاتلند به ریاست لیدی اسمیت نامگذاری شد. در سال ۲۰۲۱ گوردونستون در تحقیقات گفت که ۱۱ مورد سوء استفاده از دانش آموزان و ۸۲ مورد ادعای قلدری بین دانش آموزان، به ویژه در دهه ۱۹۷۰ و ۱۹۸۰ وجود داشته است. در سال ۱۹۹۵ مدرسه یک سیاست حمایت از کودکان را آغاز کرده بود و در سال ۲۰۱۳ افشای سوء استفاده «قابل توجهی» وجود داشت. مدرسه از دانش آموزانی که مورد آزار و اذیت قرار گرفته بودند «عذرخواهی صمیمانه و بی قید و شرط» صادر کرد.
در سال ۲۰۱۸، اندرو کیر، معلم سابق، به جرائمی از جمله تجاوز به دانش‌آموزان سیزده ساله در مدرسه بین سال‌های ۱۹۸۸ و ۱۹۹۱ محکوم شد. او پس از آن به مدت دوازده ماه زندانی شد.
در سال ۲۰۲۰، مدرسه بازسازی‌هایی را انجام داد که شامل کار در محل زندگی مدیر لیزا کر بود. یک منبع ناشناس ادعا کرد که این بازسازی تقریباً صد هزار پوند هزینه داشته است و شامل هشت هزار پوند برای فرش و شش هزار پوند برای کفپوش است. مدرسه در صحبت با تایمز تأیید کرد که کر «به میزان قابل توجهی» در هزینه‌ها مشارکت داشته است و بازسازی‌ها «به منظور پیکربندی مجدد کلاس‌ها و افزایش رژیم‌های نظافتی برای مطابقت با مقررات کووید» فوری شده است.

## حضورهای تلویزیونی

### داستان‌های واقعی
در سال ۱۹۹۶، مدرسه در قسمتی از داستان‌های واقعی کانال چهار ظاهر شد. پنی وودکاک، فیلمساز، این مستند را در فصل پاییز فیلمبرداری کرد. علیرغم این که گوردونستون یکی از مدارس شبانه‌روزی سختگیرانه تر بریتانیا بود. مستند وودکاک یک مؤسسه دلسوز و لیبرال را به تصویر می‌کشد که در آن زمان توسط مدیر مدرسه مارک پایپر رهبری می‌شد. این برنامه بینش‌هایی در مورد مدیریت مدرسه، فرآیندهای حل تعارض و زندگی روزمره ارائه کرد. نکات برجسته شامل دانش‌آموزان با سواد فناوری بود که از واکمن اصلاح‌شده برای راه‌اندازی سیفون‌های تشدید شده توالت در طول خطبه روزانه و مصاحبه صریح با مربی قایقرانی مدرسه استفاده کردند.

### تاج
در دسامبر ۲۰۱۷، تصویری داستانی از مدرسه در قسمت ۹ فصل ۲ سریال تلویزیونی نتفلیکس تاج نمایش داده شد. Left Bank Pictures ده صحنه از این صحنه‌ها را در محوطه عمارت وودچستر گلوسسترشایر فیلمبرداری کرد.
بنا بر گزارش‌ها، ملکه الیزابت دوم از این که چگونه این قسمت رابطه بین چارلز و فیلیپ را در زمان چارلز در گوردونستون به تصویر می‌کشد، «غمگین و آزرده» شد. این قسمت در پایان خود بیان می‌کند که چارلز بعداً زمان خود را در گوردونستون به عنوان «حکم زندان» توصیف کرد.
مدرسه با استناد به یک سخنرانی در دهه ۱۹۷۰ او در مجلس اعیان و مصاحبه ای که در مجله آبزرور منتشر شد، در دفاعیات خود، با استناد به بیانیه ای که او در آن خاطره ای ظریف از مدرسه ارائه کرد، دربارهٔ تصویر سریال از دانشگاه چارلز مخالفت کرد.

## میراث

### محدود به بیرون
گوردونستون در طول جنگ جهانی دوم به‌طور موقت به آبردیفی، ولز نقل مکان کرد، در حالی که ارتش بریتانیا از املاک گوردونستون به عنوان پادگان استفاده می‌کرد. هان با دوستان و همکار آموزشی، لارنس دورنینگ هولت و جیم هوگان کار می‌کرد. هولت شریکی در آلفرد هولت و شرکت بود که مالک خط قیف آبی بود. هوگان سرپرست مدرسه دریایی The Blue Funnel Line در آبردیفی بود که دوره‌های چهار ساله شخصیت سازی و آموزش عملی را به افسران جوان و آینده نگر ارائه می‌کرد. این دوره‌ها شامل آماده‌سازی برای یک سفر زمینی به عنوان پایان دوره بود. ابردیفی با توجه به ضرورت‌های جنگ جهانی دوم، روی دریانوردی تمرکز کرد. با این حال، بنیانگذاران دوره‌ها بعداً ادعا کردند که مدرسه دریایی آنها «آموزش برای دریا» را ارائه نمی‌دهد، بلکه «آموزش از طریق دریا» را ارائه می‌دهد.

### جایزه دوک ادینبورگ
هان طرح Moray Badge را در سال ۱۹۳۷ تأسیس کرد. این طرح با شرکت در اکسپدیشن‌ها قبل از تکمیل پروژه نهایی برای کسب جایزه، به کودکان محلی مورای آموزش داد. دوک ادینبورگ نشان مورای خود را در حالی که در گوردونستون بود تکمیل کرد. هان پس از جنگ جهانی دوم به دوک ادینبورگ در مورد چشم‌انداز ایجاد یک طرح جوایز ملی بر اساس نشان مورای نزدیک شد. در آن زمان یک شکاف برای پسرانی که در سن ۱۵ سالگی مدرسه را ترک می‌کردند و در سن ۱۸ سالگی شروع به خدمات ملی می‌کردند وجود داشت؛ بنابراین، بنیانگذاران آن جایزه اصلی دوک ادینبورگ را برای پسران ۱۵ تا ۱۸ ساله در نظر گرفتند.

### تأثیر بر آموزش دولتی
در ایالات متحده، رویکرد هان به بیرون الهام بخش یک برنامه درسی انگلیسی و هنر است که به عنوان آموزش EL شناخته می‌شود. از سال ۲۰۰۹، مدارس ایالات متحده برنامه درسی ELA را پس از تشکیل ابتکار استاندارد استانداردهای ایالتی مشترک پذیرفتند.در بریتانیا، وزیر آموزش سابق، نیکی مورگان، نیاز به تأکید بیشتر بر برنامه درسی را بر شخصیت سازی ابراز کرد. در همان زمان، مشاور آموزشی جان کریدلند و وزیر سابق آموزش در سایه، تریسترام هانت، شروع به استفاده از عباراتی مانند «گرد و پایه»، «تاب آوری»، «تیم سازی» و «مهارت‌های ارتباطی» در هنگام بحث در مورد آموزش کردند.

## یادداشت
- ^ 1: گوردونستون نام‌های مختلفی برای بخش‌های مختلف مدرسه دارد. Junior School به مدرسه مقدماتی، Aberlour House (سنین ۸ تا ۱۳) و مدرسه ارشد به خود گوردونستون (سنین ۱۳–۱۸) اشاره دارد. علاوه بر این، مدرسه ارشد به مدرسه پایین (سنین ۱۳ تا ۱۶ سال) و مدرسه عالی (سنین ۱۶ تا ۱۸ سال) تقسیم می‌شود.
- ^ 2: در ورزش‌هایی مانند فوتبال و کریکت، ۱۱ بازیکن وجود دارد، و بنابراین بهترین تیم اغلب به عنوان اول XI نامیده می‌شود. سایر ورزش‌ها اصطلاحات مشابهی دارند. به عنوان مثال، اتحادیه راگبی دارای 1st XV و غیره است.
- ^ 3: یک 'مدرسه آمادگی' در بریتانیا یک مدرسه مستقل برای کودکان (معمولا) سنین ۸ تا ۱۳ سال است. این مدرسه مخفف مدرسه مقدماتی است که برای آماده کردن دانش آموزان برای مدرسه متوسطه در نظر گرفته شده است - اگر در بخش مستقل به عنوان مدرسه دولتی شناخته می‌شود. "Prep" نیز در مدارس شبانه‌روزی بریتانیا به معنای تکلیف است. این عبارت از اصطلاح "کار مقدماتی" می‌آید، مانند کارهایی که برای آماده شدن برای درس بعدی در موضوع مربوط انجام می‌شود.[۷۱]

## آثار ذکر شده
- Brereton, H.L. (1950). گوردونستون. انتشارات دانشگاه آبردین.
- رورز، هرمان (۱۹۷۰). کرت هان لندن: روتلج و کیگان پل. شابک ‎ISBN ۰−۷۱۰۰−۶۸۸۵−۹.
- آرنولد-براون، آدام (۱۹۶۲). شخصیت آشکار: تأثیر گوردونستون. لندن: روتلج و کیگان پل.